# Lake Ngatu
Der Lake Ngatu ist ein Dünensee im Far North District der Region Northland auf der Nordinsel von Neuseeland.

## Geographie
Der 55,8 Hektar große Lake Ngatu befindet sich rund 4 km südwestlich des Rangaunu Harbour, rund 5,35 km östlich der Westküste zur Tasmansee und rund 8 km nordnordwestlich der kleinen Stadt Kaitaia, die sowohl über den Awanui River als auch über den Whangatane Spillway Zugang zum Gewässer des Rangaunu Harbour hat. Der See erstreckt sich über eine Länge von rund 1,37 km in Nord-Süd-Richtung und über eine maximale Breite von rund 680 m in Westsüdwest-Ostnordost-Richtung. Die Uferlinie des Gewässers hat dabei eine Länge von rund 3,95 km.
Der See weist eine mittlere Tiefe von 2,67 m auf und misst an seiner tiefsten Stelle 6,26 m und liegt in einer Höhe von 37,7 m mit  Abweichungen von bis zu 1,8 m.

## Geologie
Der Ngatu-See hat eine homogene geologische Struktur, die sich ausschließlich im frühen Quartär gebildet hat, als es vor ca. 12.000 Jahren noch einen höheren Meeresspiegel gegeben hat.

## Lake Ngatu Track
Um den See herum führt der 4 km lange Lake Ngatu Track. Als Wanderzeit wird vom Department of Conservation eine Stunde angegeben und Hunde müssen an der Leine geführt werden.